# Jérôme Fansten
Jérôme Fansten (né le 3 mai 1974) est un scénariste et romancier français formé à La Fémis,. 
Il a co-écrit plusieurs longs métrages pour le cinéma, dont Au bonheur des ogres, adapté du roman de Daniel Pennac, et réalisé par Nicolas Bary, Papa ou maman ?, réalisé par Martin Bourboulon, et Mune, un film d'animation réalisé par Alexandre Heboyan et Benoit Philippon.
En tant que romancier, il a publié quatre romans policiers. Il a par ailleurs animé des ateliers d'écriture, entre autres dans des prisons,.
En 2016, il écrit et réalise pour Studio+ une web-série post-apocalyptique, Amnêsia. Dans cette série, les personnages tentent de survivre dans une société où tout le monde a perdu la mémoire. La série se distingue en festivals et obtient le Prix du Public et la Mention Spéciale du Jury au festival de Luchon 2017 dans la catégorie « Série Digitale (WEB, Mobile et Plate-forme) », le Prix de la meilleure web série de science-fiction au Hollyweb Festival de Los Angeles , le Web Serie Award au COLCOA - French Film Festival de Los Angeles et le prix de la meilleure série de science-fiction au Toronto Web Fest. 
Il a ensuite cocréé la série NOX avec Fred Cavayé et Quoc Dang Tran, un thriller en six épisodes de 52 minutes, produit par Gaumont pour Canal+. La série est réalisée par Mabrouk El Mechri. Nathalie Baye, Maïwenn et Malik Zidi tiennent les rôles principaux. Dans cette série, Nathalie Baye part dans les sous-sols de Paris à la recherche de sa fille disparue.

## Filmographie

### Réalisateur

#### Séries
- 2016 : Amnêsia

#### Courts métrages
- 2004 : Le petit sanctuaire
- 2008 : Le jockey

### Scénario

#### Séries
- 2016 : Amnêsia
- 2017 : Nox[10]

#### Longs métrages
- 2007 : Catherine Destivelle, passion des cimes
- 2011 : The Incident
- 2013 : Au bonheur des ogres
- 2014 : Papa ou maman
- 2015 : Mune, le Gardien de la Lune

#### Courts métrages
- 2003 : Dyschromie
- 2004 : Le petit sanctuaire
- 2006 : Judas
- 2008 : Le jockey